# 霍伦贝格
霍伦贝格是德国下萨克森州的一个市镇。总面积7.36平方公里，总人口440人，其中男性223人，女性217人（2011年12月31日），人口密度60人/平方公里。